# 日立マクセルエナジー
日立マクセルエナジー株式会社（ひたちマクセルエナジー、英: Hitachi Maxell Energy Ltd.）は、かつて存在したリチウムイオン電池やボタン電池、乾電池などの製造・販売を販売する日立グループの会社である。2013年に日立マクセル（現・マクセル）へ吸収合併され消滅し、設立からわずか2年弱で姿を消した短命企業であった。

## 沿革
- 2011年（平成23年）4月 - 日立マクセル（現・マクセル）より分離独立。
- 2013年（平成25年）1月 - 日立マクセルへ吸収合併され解散。以降は日立マクセル→マクセルで生産されている。

## 主な製品
- リチウムイオン電池
- コイン形リチウム二次電池
- 酸化銀電池
- リチウム一次電池
- アルカリ乾電池

単3および単4アルカリ乾電池、一部の（コイン形）リチウムイオン電池の製造地は、日本となっている（一部の製品は除く。当該製品には「日本製」の明記がある）。なお単1、単2アルカリ乾電池はFDKからOEM供給されている。

## 製造事業所および製造会社
- 京都事業所（京都府乙訓郡） - モバイル電池事業部、パワー電池事業部
- 富山事業所（富山市） - パワー電池事業部
- 小野事業所（小野市） - マイクロ電池事業部
- 大阪事業所（茨木市） - マイクロ電池事業部
- Wuxi Hitachi Maxell Co.,Ltd.（中国江蘇省無錫市）